# Compañía del Ferrocarril de Madrid a Aragón
La Compañía del Ferrocarril de Madrid a Aragón, denominada inicialmente como la Compañía del Ferrocarril del Tajuña, fue una empresa ferroviaria española que operó la red del ferrocarril del Tajuña entre finales del siglo XIX y mediados del siglo XX. La compañía tuvo el propósito de alargar el trazado desde la capital hasta Aragón, si bien esta posibilidad nunca se llegó a materializar. Durante sus últimos años atravesó un fuerte declive.

## Historia

### Primeros años
La compañía se constituyó en Madrid en 1892 mediante escritura pública, contando con un capital social de 1.400.000 pesetas y el apoyo financiero del capital belga. La empresa nacía con el fin de explotar la línea férrea de Madrid a Arganda, que poco después sería incautada por el Estado debido a la pésima situación financiera que atravesaba. En 1901 se hizo con la titularidad del ferrocarril en una subasta estatal, adquiriendo también la concesión para prolongar la vía hacia Chinchón y Colmenar de Oreja por un lado, y Morata de Tajuña por otro. Con los años se acabaría planteando la posibilidad de prolongar el trazado hasta Aragón, concretamente hasta Caminreal, donde enlazaría con la línea Calatayud-Valencia de ancho ibérico. Con tal fin, en marzo de 1919 el consejo de administración acordó cambiar el nombre de la empresa por el de «Compañía del Ferrocarril de Madrid a Aragón», cambió que sería autorizado por las autoridades mediante Real Decreto del 2 de agosto.
Desde mediados de la década de 1910 se prolongó el ferrocarril por tierras de la provincia de Guadalajara, llegando hasta Mondéjar y Yebra en 1916, a Auñón en 1919 y a Sacedón en 1921. Todos estos trabajos obligaron ya a la compañía en 1914 a realizar una ampliación de capital para cubrir los numerosos gastos derivados. Aunque los trabajos de construcción en el tramo Alocén-Cifuentes se encontraban muy avanzados, la compañía optaría por detener las obras. En noviembre de 1929 se volvió a plantear la cuestión de continuar la prolongación, pero el proyecto fue definitivamente desechado y el ferrocarril quedó inconcluso. El tráfico en el área de La Alcarria nunca fue muy elevado; en la zona del Tajuña, sin embargo, el movimiento de mercancías agrícolas llegó a tener una cierta importancia. 

### Etapa de declive
Tras el estallido de la Guerra Civil un comité de explotación se hizo cargo de la dirección y gestión de la compañía. Durante el transcurso de la contienda algunas infraestructuras sufrieron graves daños, debiendo ser reparadas de cara al restablecimiento del tráfico. Entre 1942 y 1952 la compañía hubo de hacer frente a una importante contracción del tráfico debido a la creciente competencia del transporte por carretera. La caída de pasajeros fue tal que en 1953 suprimieron los servicios de viajeros en toda la red, si bien se mantuvo el transporte de mercancías. El declive del ferrocarril se materializó en la clausura de varios tramos al este de la provincia de Madrid. En 1964 la empresa cementera Portland Valderribas adquirió una sección de 34 kilómetros del trazado, que fue transferido a la sociedad anónima «Ferrocarril del Tajuña» para el transporte de piedra caliza. El resto de las infraestructuras serían desmanteladas con posterioridad, despareciendo eventualmente la compañía.

## Red y material

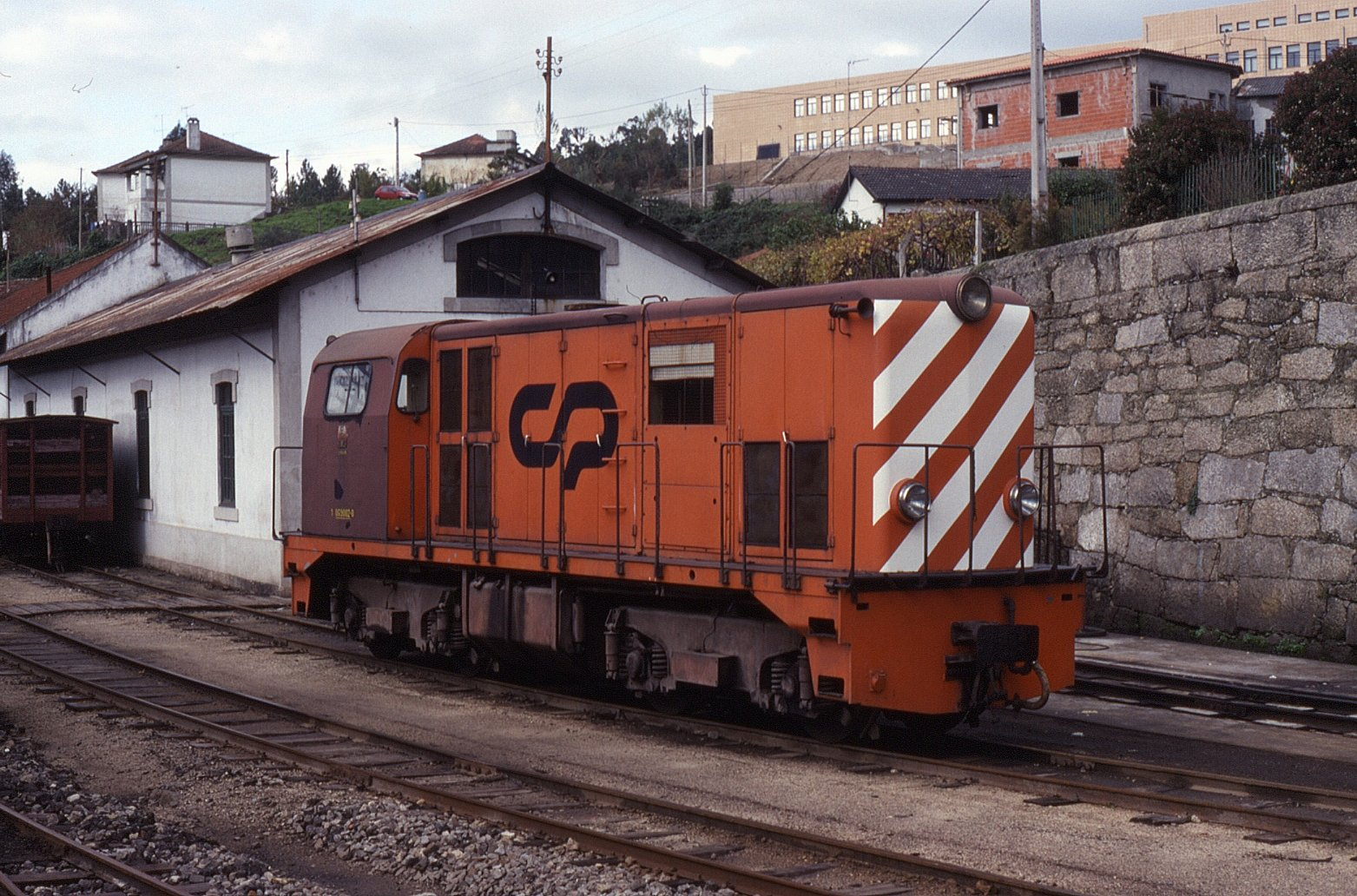
Vista de una de las locomotoras diésel-eléctricas en Portugal, 1993.

La compañía llegó a operar en su momento una red ferroviaria de 161 kilómetros de longitud, con el trazado principal Madrid-Alocén, así como un ramal que llegaba hasta Chinchón y Colmenar de Oreja. La principal estación de esta red fue la de Madrid-Niño Jesús, que disponía de muelles de mercancías, depósito de locomotoras y talleres. También tenían cierta importancia las instalaciones ferroviarias de Vicálvaro-Empalme, Arganda, Tajuña, Colmenar de Oreja o Sayatón-Bolarque. En cuanto al parque motor, a lo largo de su existencia llegó a disponer de una docena de locomotoras del tipo 030T, tres del tipo Mallet, dos del tipo 131T fabricadas por MTM y otra del tipo 131T fabricada por Borsig. Así mismo, en la década de 1950 se adquirió un lote de seis locomotoras diésel-eléctricas de tipo Bo-Bo.